# Biljana Gligorović
Biljana Gligorović (Pola, 31 gennaio 1982) è una pallavolista croata.
Gioca nel ruolo di palleggiatrice nell'Ilioupolīs.

## Carriera
Nata in Croazia, ma trasferitasi in Italia in tenera età, Biljana Gligorović esordisce nella nazionale croata ai Giochi della XXVII Olimpiade di Sydney e inizia la propria carriera professionistica all'età di diciotto anni, quando debutta nella Serie A1 con la Virtus Reggio Calabria nella stagione 2000-01, vincendo la Supercoppa italiana e la Coppa Italia. Resta legata al club calabrese anche nei primi mesi della stagione seguente, prima di trasferirsi all'Imola.
Dopo due annate di inattività, torna in campo nel campionato 2004-05 col Santeramo, neopromosso in Serie A1, mentre nel campionato seguente difende i colori di un'altra neopromossa in massima serie, il Club Padova, così come nel 2006-07, quando approda all'Altamura; conclude quindi la sua permanenza in Italia nella stagione 2007-08, nella quale veste la maglia del Chieri, sempre nel massimo torneo italiano. 
Nel campionato 2008-09 firma con l'Olympiakos, nell'A1 Ethnikī greca, dove milita anche nella stagione seguente, difendendo però i colori dell'Apollōnios. In seguito gioca per una annata in Romania, vestendo la maglia della Dinamo Bucarest, in Divizia A1, poi in Azerbaigian, partecipando alla Superliqa 2011-12 col Baku. 
Fa ritorno in Grecia nel campionato 2012-13, giocando con l'Īraklīs Kīfisias, e poi nel campionato seguente, giocando per il Vrilīssiōn, sempre in A1 Ethnikī. Dopo un'annata di inattività, nel campionato 2015-16 approda per un biennio all'Ilioupolīs, trasferendosi nella stagione 2017-18 all'Arīs Salonicco, nella rinominata Volley League, tornando già nella stagione seguente all'Ilioupolīs.

## Palmarès

### Club
- Coppa Italia: 1

2000-01
- Supercoppa italiana: 1

2000

### Nazionale (competizioni minori)
- Giochi del Mediterraneo 2009